# Orji Okwonkwo
Orji Okwonkwo (Benin City, 19 januari 1998) is een Nigeriaans voetballer die doorgaans als vleugelspeler speelt. Hij tekende in 2016 bij Bologna.

## Clubcarrière
Okwonkwo kwam in 2016 bij het Italiaanse Bologna terecht, dat hem overnam van de Nigeriaanse FC Abuja Academy. Op 20 november 2016 debuteerde hij in de Serie A tegen US Palermo. Zijn eerste doelpunt vierde hij op 24 september 2017 tegen US Sassuolo. In januari 2018 werd de Nigeriaan voor zes maanden verhuurd aan Brescia Calcio.

## Clubstatistieken
| Seizoen | Club              | Land             | Competitie          | Wed. | Doelp. |
| ------- | ----------------- | ---------------- | ------------------- | ---- | ------ |
| 2016/17 | Bologna FC        | Italië           | Serie A             | 9    | 0      |
| 2017/18 | Bologna FC        | Italië           | Serie A             | 10   | 3      |
| 2017/18 | → Brescia Calcio  | Italië           | Serie B             | 13   | 1      |
| 2018/19 | Bologna FC        | Italië           | Serie A             | 8    | 0      |
| 2019    | → Montreal Impact | Verenigde Staten | Major League Soccer | 21   | 6      |
| Totaal  | Totaal            | Totaal           | Totaal              | 61   | 10     |